# Trueman Terraces
Die Trueman Terraces sind bis zu 1520 m hohe Terrassen im ostantarktischen Coatsland. In der Shackleton Range liegen sie auf der Ostseite des Goldschmidt Cirque nahe dem östlichen Ende der Read Mountains.
Luftaufnahmen entstanden 1967 durch die United States Navy. Der British Antarctic Survey führte zwischen 1968 und 1971 Vermessungen durch. Das UK Antarctic Place-Names Committee benannte sie 1972 nach dem britischen Geologen Arthur Elijah Trueman (1895–1956).